# Эмиссар
Эмисса́р (от лат. emissarius — посланец) — специальный представитель государства, политической организации или спецслужб, направляемый в другую страну для выполнения различных поручений (преимущественно секретных). Как правило, миссия эмиссара не носит официального характера.
В настоящее время под эмиссарами также часто понимают третейских судей. Если две сто́роны рассорились друг с другом, но одна из них заинтересована в скорейшем урегулировании спора, она может поручить эмиссару представлять её интересы. Тогда именно он заботится о делах и ведёт переговоры с соперничающей стороной.

При этой форме улаживания отношений не обязательно, чтобы обе сто́роны встречались. Все переговоры происходят через нейтрального эмиссара, что особенно важно тогда, когда сто́роны с недоверием относятся друг к другу.